# Homoeogenus punctatum
Homoeogenus punctatum là một loài bọ cánh cứng trong họ Psephenidae. Loài này được Waterhouse miêu tả khoa học đầu tiên năm 1880.